# Oreanda
Oreanda (cyrilicí Ореанда) je sídlo městského typu na Krymu, uznávaném jako část Ukrajiny a ovládaném od roku 2014 Ruskem. Oreanda má 835 obyvatel, leží na břehu Černého moře 5 km od Jalty a je spravována Jaltskou městskou radou. Vede přes ni Alupkinská magistrála. Místo je známé díky turistice a vinařství.
První písemná zmínka o Oreandě pochází z roku 1381. Počátkem devatenáctého století byla majetkem rodu Potockých. Architekt Andrej Stackenschneider zde postavil pro cara Mikuláše I. palác s velkým parkem. V Oreandě pobýval Mark Twain při své návštěvě Krymu v roce 1867. Odehrává se zde děj povídky Antona Pavloviče Čechova Dáma s psíčkem. Josef Svatopluk Machar napsal o Oreandě báseň. V polovině dvacátého století vzniklo sanatorium, které projektoval Mojsej Ginzburg. Roku 1974 ve zdejší rezidenci Leonid Iljič Brežněv hostil Richarda Nixona.